# Alchemilla subtuspilosa
Alchemilla subtuspilosa é uma espécie de rosácea do gênero Alchemilla, pertencente à família Rosaceae.